# Kompania Nawarska
Kompania Nawarska – armia zaciężna utworzona w 1376 roku, w służbie królów Nawarry walczyła o ich prawa do Królestwa Albanii, a następnie już na własną rękę w Księstwie Aten i na Peloponezie.
Kompania Nawarska została utworzona około 1376 roku. Tworzyli ją żołnierze, którzy zaciągnęli się na służbę Ludwika z Evreux, brata Karola II króla Nawarry. Ludwik z racji małżeństwa z Joanną z Durazzo (Dyrachionu) (obecnie Durres) rościł sobie prawa do Królestwa Albanii. W 1376 roku najemnicy Kompanii Nawarskiej wylądowali w północnej Grecji i zaatakowali wojska możnowładcy albańskiego Karola Topii. Ostatecznie zdobyli Dyrrachion, wkrótce potem jednak umarł ich mocodawca i wodzowie Kompanii uznali kontrakt za rozwiązany. Zajmowali Dyrrachion do 1378 roku po czym pomaszerowali w głąb Grecji. Na czoło Kompanii wysunęło się dwóch przywódców: Jan z Uturbia i Mahiot z Coquerel. W 1380 roku Jan zajął na skutek zdrady i nieprzygotowania do obrony rządzących Księstwem Aten Katalończyków: Ateny i Teby. Ateny udało się Katalończykom odzyskać. W Beocji Jan z Uturbia utworzył na przeciąg ośmiu lat odrębne państwo. Mahiot z Coquerel wyruszył na Peloponez, gdzie poparł walczącego o władzę Jakuba z Baux. Po jego śmierci w 1383 roku Nawaryjczycy pod wodzą Mahiota z Coquerel podjęli walkę o zwierzchność nad Achają, do której w tym czasie aspirowali ponadto: Joannici, Maria z Bretanii, Ludwik II z Clermont, papież Urban VI i hrabia Amadeusz Sabaudzki. Następcą Mahiota po jego śmierci w 1386 roku, został Piotr Lebourd z Saint-Supernan, który zdołał na dłużej przechwycić władzę i ustabilizować sytuację w Księstwie. Żoną Piotra była Maria Zaccaria i po jego śmierci w 1402 roku rządy w Księstwie przeszły w ręce genueńskiej rodziny Zaccaria.